# 4 Non Blondes
4 Non Blondes va ser una banda nord-americana de rock alternatiu, formada el 1989 i dissolta el 1995.
4 Non Blondes és conegut fonamentalment pel seu reeixit single de 1993 "What's Up?". Un any després, DJ Miko va fer una versió dance de la cançó que va ser un èxit en la ràdio i en discoteques.
El 1995, 4 Non Blondes va participar amb la cançó "Misty Mountain Hop" en el treball Encomium, un àlbum de tribut a Led Zeppelin.
Linda Perry, la seva líder i cantant, va abandonar el grup el 1995, i, poc després, el grup es va dissoldre després de gravar però abans de publicar el seu segon àlbum. L'any següent, Linda encetà una carrera en solitari, i ha produït cançons en àlbums de Pink, Christina Aguilera i James Blunt.

## Membres
- Linda Perry -- Cantant
- Christa Hillhouse -- Baix
- Shaune Hall -- Guitarra (1989-1992)
- Roger Rocha—Guitarra (1992-1995)
- Wanda Day -- Bateria (1989-1992)
- Dawn Richardson—Bateria (1992-1995)

## Discografia

### Àlbums
- Bigger, Better, Faster, More! (1992)
- Dear Mr. President (Live in Italy) (1993)

### Singles
- "Dear Mr. President" (1992)
- "What's Up?" (1993) #1 Alemanya, #1 Països Baixos, #2 Austràlia, #2 Israel, #2 Regne Unit
- "Spaceman" (1993) #28 Alemanya, #53 Regne Unit
- "Mary's House" Wayne's World 2 Soundtrack (1993)
- "Dear Mr. President" [rellançament] (1994)
- "Superfly" (1994)
- "Bless The Beasts and Children" (1994)
- "Misty Mountain Hop" (1995)